# Coppa Italia di Serie A2 2014-2015 (pallavolo femminile)
La Coppa Italia di Serie A2 di pallavolo femminile 2014-2015 si è svolta dal 21 gennaio al 1º marzo 2015: al torneo hanno partecipato otto squadre di club italiane e la vittoria finale è andata per la prima volta al Neruda.

## Regolamento
Le squadre hanno disputato quarti di finale, semifinali, entrambe giocate con gare di andata e ritorno, e finale.

## Squadre partecipanti
| Squadra                | Qualificazione                          | Ultima partecipazione            |
| ---------------------- | --------------------------------------- | -------------------------------- |
| Beng Rovigo            | 6ª al girone di andata Serie A2 2014-15 | Coppa Italia di Serie A2 2013-14 |
| Club Italia            | 7ª al girone di andata Serie A2 2014-15 | Debutto                          |
| Neruda                 | 1ª al girone di andata Serie A2 2014-15 | Coppa Italia di Serie A2 2013-14 |
| New Libertas           | 4ª al girone di andata Serie A2 2014-15 | Coppa Italia di Serie A2 2013-14 |
| Obiettivo Risarcimento | 3ª al girone di andata Serie A2 2014-15 | Coppa Italia di Serie A2 2013-14 |
| Pavia                  | 8ª al girone di andata Serie A2 2014-15 | Debutto                          |
| Pro Victoria           | 2ª al girone di andata Serie A2 2014-15 | Coppa Italia di Serie A2 2013-14 |
| Trentino Rosa          | 5ª al girone di andata Serie A2 2014-15 | Debutto                          |

## Torneo

### Tabellone
|  | Quarti | Quarti                 | Quarti | Quarti |  |   | Semifinali   | Semifinali    | Semifinali | Semifinali |  |   | Finale | Finale      | Finale |
|  |        |                        |        |        |  |   |              |               |            |            |  |   |        |             |        |
|  | 1      | Neruda                 | 2      | 3      |  |   |              |               |            |            |  |   |        |             |        |
|  | 1      | Neruda                 | 2      | 3      |  |   |              |               |            |            |  |   |        |             |        |
|  | 8      | Pavia                  | 3      | 1      |  |   |              |               |            |            |  |   |        |             |        |
|  | 8      | Pavia                  | 3      | 1      |  | 1 | Neruda       | 2             | 3          |            |  |   |        |             |        |
|  |        |                        |        |        |  | 1 | Neruda       | 2             | 3          |            |  |   |        |             |        |
|  |        |                        |        |        |  |   | 5            | Trentino Rosa | 3          | 1          |  |   |        |             |        |
|  | 4      | New Libertas           | 0      | 3      |  |   | 5            | Trentino Rosa | 3          | 1          |  |   |        |             |        |
|  | 4      | New Libertas           | 0      | 3      |  |   |              |               |            |            |  |   |        |             |        |
|  | 5      | Trentino Rosa          | 3      | 1      |  |   |              |               |            |            |  |   |        |             |        |
|  | 5      | Trentino Rosa          | 3      | 1      |  |   |              |               |            |            |  | 1 | Neruda | 3           |        |
|  |        |                        |        |        |  |   |              |               |            |            |  | 1 | Neruda | 3           |        |
|  |        |                        |        |        |  |   |              |               |            |            |  |   | 6      | Beng Rovigo | 0      |
|  | 2      | Pro Victoria           | 3      | 2      |  |   |              |               |            |            |  |   | 6      | Beng Rovigo | 0      |
|  | 2      | Pro Victoria           | 3      | 2      |  |   |              |               |            |            |  |   |        |             |        |
|  | 7      | Club Italia            | 1      | 3      |  |   |              |               |            |            |  |   |        |             |        |
|  | 7      | Club Italia            | 1      | 3      |  | 2 | Pro Victoria | 3             | 0          |            |  |   |        |             |        |
|  |        |                        |        |        |  | 2 | Pro Victoria | 3             | 0          |            |  |   |        |             |        |
|  |        |                        |        |        |  |   | 6            | Beng Rovigo   | 1          | 3          |  |   |        |             |        |
|  | 3      | Obiettivo Risarcimento | 1      | 1      |  |   | 6            | Beng Rovigo   | 1          | 3          |  |   |        |             |        |
|  | 3      | Obiettivo Risarcimento | 1      | 1      |  |   |              |               |            |            |  |   |        |             |        |
|  | 6      | Beng Rovigo            | 3      | 3      |  |   |              |               |            |            |  |   |        |             |        |
|  | 6      | Beng Rovigo            | 3      | 3      |  |   |              |               |            |            |  |   |        |             |        |

### Risultati

#### Quarti di finale

##### Andata
| 21 gennaio 2015 PalaRavizza, Pavia Durata: 2h:01 - Spettatori: ?             | Pavia         | 3 - 2 | Neruda                 | 25-22, 25-18, 23-25, 20-25, 15-13 |
| 21 gennaio 2015 PalaSanbapolis, PalaTrento Durata: 1h:07 - Spettatori: ?     | Trentino Rosa | 3 - 0 | New Libertas           | 25-15, 25-15, 25-16               |
| 21 gennaio 2015 Centro Pavesi, Milano Durata: 1h:30 - Spettatori: ?          | Club Italia   | 1 - 3 | Pro Victoria           | 15-25, 20-25, 25-17, 24-26        |
| 21 gennaio 2015 Palazzetto dello Sport, Rovigo Durata: 1h:35 - Spettatori: ? | Beng Rovigo   | 3 - 1 | Obiettivo Risarcimento | 25-18, 25-17, 23-25, 25-18        |

##### Ritorno
| 27 gennaio 2015 PalaResia, Bolzano Durata: 1h:32 - Spettatori: ?                  | Neruda                 | 3 - 1 | Pavia         | 25-17, 25-19, 19-25, 25-14       |
| 28 gennaio 2015 PalaJacazzi, Aversa Durata: 1h:35 - Spettatori: ?                 | New Libertas           | 3 - 1 | Trentino Rosa | 17-25, 25-17, 25-23, 25-18       |
| 28 gennaio 2015 Palazzetto dello Sport, Monza Durata: 1h:46 - Spettatori: ?       | Pro Victoria           | 2 - 3 | Club Italia   | 25-15, 15-25, 20-25, 25-23, 7-15 |
| 28 gennaio 2015 Palasport Città di Vicenza, Vicenza Durata: 1h:34 - Spettatori: ? | Obiettivo Risarcimento | 1 - 3 | Beng Rovigo   | 25-20, 13-25, 28-30, 17-25       |

#### Semifinali

##### Andata
| 4 febbraio 2015 PalaSanbapolis, Trento Durata: 2h:01 - Spettatori: ?         | Trentino Rosa | 3 - 2 | Neruda       | 23-25, 25-19, 22-25, 25-21, 15-11 |
| 4 febbraio 2015 Palazzetto dello Sport, Rovigo Durata: 1h:38 - Spettatori: ? | Beng Rovigo   | 1 - 3 | Pro Victoria | 25-21, 19-25, 23-25, 21-25        |

##### Ritorno
| 11 febbraio 2015 PalaResia, Bolzano Durata: 1h:43 - Spettatori: ?            | Neruda       | 3 - 1 | Trentino Rosa | 25-21, 21-25, 25-19, 25-17 |
| 11 febbraio 2015 Palazzetto dello Sport, Monza Durata: 1h:21 - Spettatori: ? | Pro Victoria | 0 - 3 | Beng Rovigo   | 21-25, 22-25, 23-25        |

#### Finale
| 1º marzo 2015 105 Stadium, Rimini Durata: 1h:19 - Spettatori: ? | Neruda | 3 - 0 | Beng Rovigo | 25-23, 25-19, 25-19 |